# Amegilla whiteleyella
Amegilla whiteleyella es una especie de abeja excavadora perteneciente al género Amegilla, categorizada en la tribu Anthophorini, de la subfamilia Apinae.
Fue descrita científicamente por el entomólogo australiano Percy Tarlton Rayment en 1947. Aparece registrada en una sección de A critical revision of species in the zonata group of Anthophora by new characters (Part II). Treubia 19: 46-73 de 1947.

## Distribución
La especie se distribuye casi que exclusivamente por Australia.